# 日本人墓地
日本人墓地是指因爲戰爭、俘虜、滯留、賣身、僑居、移民、歸化、失蹤等各種原因而喪生海外日本人的墳園、墓地或埋葬所；有時，一些因爲工作或旅行意外逝世在海外的日本人，也會因爲個別的理由，沒能夠將遺體運送回日本。

## 概要
由14世紀至18世紀開始，日本人就開始在海外聚居，由山田長政掌管的泰國大城阿育陀耶日本人町是其中一個最早形成的海外日本人聚居地，現在阿育陀耶日本人町的遺址就設有一座「阿育陀耶日本人町跡」的紀念碑。
自1633年（寛永10年）開始，德川幕府多次頒佈鎖國令，嚴格限制日本人與外國通商，並禁止滯留海外五年以上的日本人回國，使無數日本人因無法歸國，而被迫留在海外。鎖國禁令直到1853年（嘉永6年）的「黑船來航」才告結束，前後歷時超過兩百年。
近現代開始，日本積極推行培植產業及加強軍力以為文明開化，使國力急速發展成爲先進國家。在此時期的日本與歐美諸國締結同盟，並向樺太、朝鮮、滿洲、蒙疆、台灣、南洋、中南半島等地擴張領土，開始有日本商人、船員、開拓移民和南洋姐遠渡海外，這些平民有些因爲歸化、客死或自願等原因而沒有返國。
第二次世界大戰期間，以大日本帝國為首的軸心國在太平洋、印度洋和東亞地區發動太平洋戰爭，數以百萬計的日本軍人因此死於菲律賓群島、新幾內亞、太平洋諸島等主要戰場。昭和天皇宣佈終戰後，多數日本人被遣返回國，但有少部分殘留日本兵認為在道義上，要協助當地脫離殖民統治，而選擇留下參與獨立戰爭，最終戰死異鄉。日本領土在戰後被同盟國軍事佔領，海外屬地陸續移交或宣佈獨立，此後日本遺族在海外地區搜尋殘留、戰死和失蹤者遺骸的活動從未有過間斷。 日本政府恢復主權以後，開始在海外爲戰死者修建慰靈塔、慰靈碑或紀念碑，以慰藉軍人之亡魂。
二戰後的東北亞地區，約有56－76萬名日本平民、開拓者和軍人成爲蘇聯紅軍的戰俘，被流放到遠東、蒙古和西伯利亞等地區進行強制勞改，保守估計有6萬人在惡劣環境下因飢寒交迫而死，實則死亡人數可能遠超過此數。
1950年代，日本人口因爲嬰兒潮而出現大幅度提昇的現象，土地不足的傳言在農村地區引起恐慌，於是戰後政府推行移住國策，將農村子弟送到中南美洲國家開拓農田。這項國策在1960年代因日本經濟成長而放緩，延至1994年才正式廢除，而這些在日本國內稱爲「棄民」的開拓者，有些仍被留在日本海外。
近年以來，隨着交通和資訊的發達，日本人多是因爲留學、旅行、工作、婚姻或退休等各種因素，取得外國居留權而留在海外而成為日僑。

## 日本人墓地一覽

### 非洲地區

#### 马达加斯加
- 迪亞哥蘇亞雷斯慰靈碑

迪亞哥蘇亞雷斯慰靈碑位於馬達加斯加安齊拉納納，碑銘「特潜四勇士慰靈碑」，於1997年重新修建而成，以紀念4名在馬達加斯加戰役陣亡的日本軍人。

### 亞洲地區

#### 不丹
- 西岡京治（日语：西岡京治）慰靈碑27°23′11″N 89°25′35″E / 27.3863824°N 89.4265179°E

西岡京治是長期居住在不丹的日本植物學家，對不丹的農業發展做出重大貢獻，尊稱為「不丹農業之父」。他也是唯一被不丹國王冊封為「Dasho」的外國人，死時由不丹政府舉行國葬，遺體火化後的骨灰收藏在帕羅。

#### 柬埔寨
- 一之瀨泰造（日语：一ノ瀬泰造）墓13°26′54″N 103°56′55″E / 13.448409°N 103.948556°E

一之瀨泰造是日本著名的戰地攝影記者，於1973年在柬埔寨戰地採訪時失蹤，及後證實在暹粒省遭槍決，死後由當地村民爲其立墓，生平曾數次拍攝成電影和紀錄片。
- 高田晴行（日语：高田晴行）慰靈碑11°33′54″N 104°50′25″E / 11.564985°N 104.840152°E

高田晴行是在柬埔寨執行維和任務時殉職的日本警官，他的慰靈碑設立在金邊市郊外的寺院。 其家屬在他遇害的村落——，設立了一所以高田晴行的昵稱爲名的紀念學校。
- 中田厚仁（日语：中田厚仁）慰靈碑11°34′05″N 104°55′47″E / 11.567949°N 104.9295858°E

中田厚仁是聯合國開發計劃署的聯合國志願人員，1993年參與聯合國柬埔寨臨時權力機構擔任選舉監督員時，在磅同市遇害，享年25歲。

#### 中国大陆
- 中日友好園林（中日友好園林）45°50′14″N 128°55′52″E / 45.837174°N 128.931199°E

中日友好園林位於中國黑龍江省方正縣，原身是「方正地區日本人公墓」和「麻山地區日本人公墓」，於1994年更改爲今名。方正地區日本人公墓是於1963年由周恩來總理批建，位在麻山區的日本人公墓於1984年遷移至此，園林埋葬的是滿蒙開拓移民成員及其遺孤的中國養父母的遺骸。在園內還有日本遺孤遠藤勇出資修建的「中國養父母公墓」和紀念日本水稻專家藤原長作的「藤原長作紀念碑」。

#### 香港
- 香港日本人墓地22°16′13″N 114°10′55″E / 22.270264°N 114.181854°E

香港日本人墓地位於跑馬地香港墳場，共有465座墓碑，埋葬年份介於1878年至1945年之間。墓地內的萬靈塔是於1919年豎立在掃桿埔，1982年應政府的要求遷移至香港墳場。

#### 印度
- 孟買日本人墓地

孟買日本人墓地位於日本山妙法寺印度孟買道場，建成於1908年，目前由孟買日本人協會管理。
- 英帕爾戰役慰靈碑

英帕爾戰役慰靈碑位於英帕爾近郊的紀念村——，由日本政府於1994年（平成6年）修建。

#### 印度尼西亞
- 卡利巴達國家英雄公墓（英语：Kalibata Heroes Cemetery）6°15′26″S 106°50′47″E / 6.257222°S 106.846389°E

卡利巴達國家英雄公墓位於雅加達南區，是一處由印尼政府設立的軍人墓園。墓園內安葬陣亡於印尼獨立戰爭的軍人，其中包括在二戰結束後自願留在荷屬東印度群島，參與革命的27名日本士兵的遺骸。

#### 

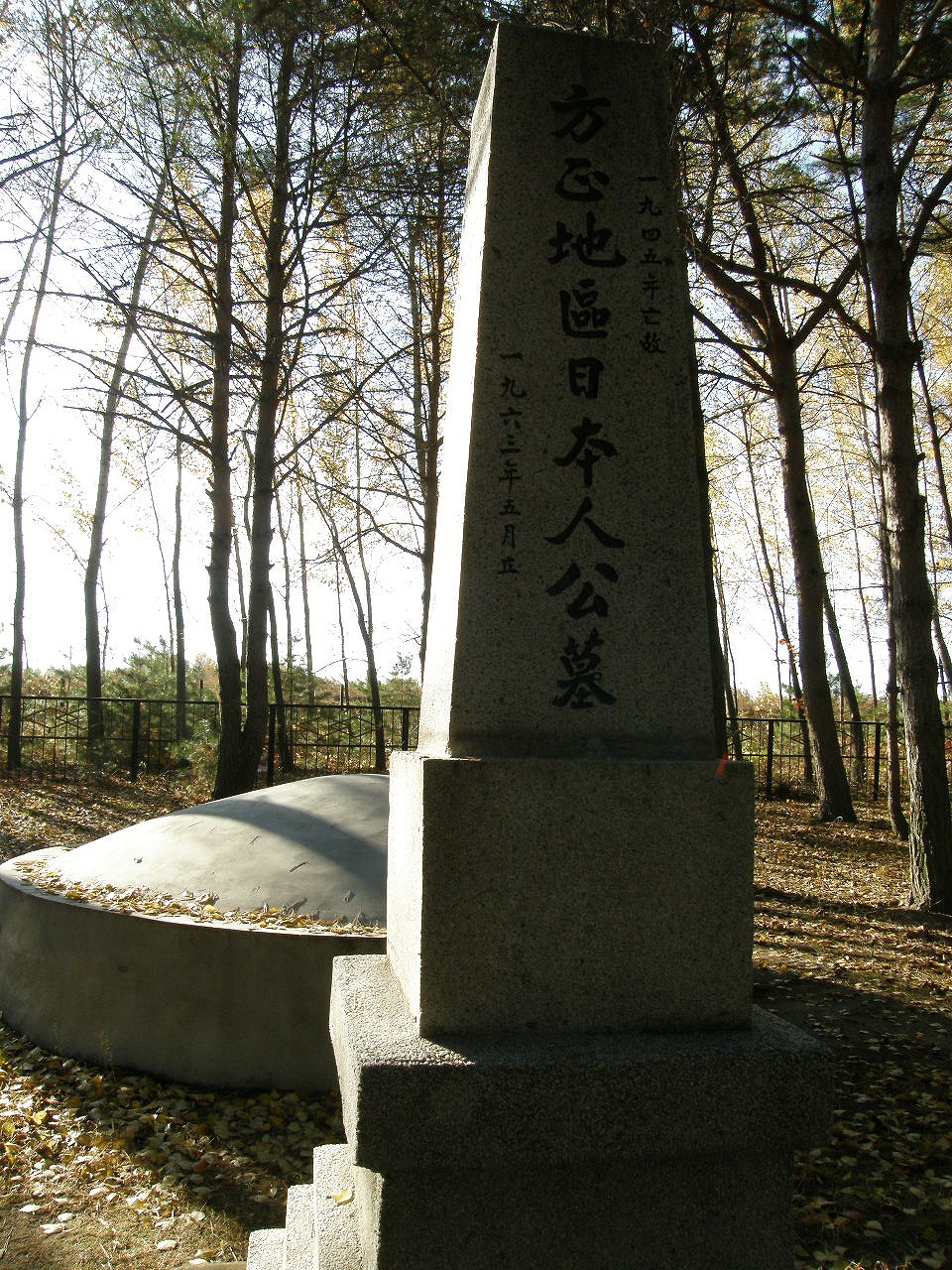
中日友好園林內的「方正地區日本人公墓」碑

- 費奧多羅夫斯卡亞墓地

費奧多羅夫斯卡亞墓地位在加拉干達州加拉干達，安葬於二戰結束後拘留在前蘇聯的日本戰俘。
- 南俄大壩（英语：Nam Ngum Dam）附近的寺境

南俄大壩是位於萬象省南俄河的水力發電站，數名日本技師於1960年12月參加「南俄大壩工程計劃」建設調查時，因意外喪生而安葬在南俄大壩附近的寺境。

#### MYS（婆羅洲部份）

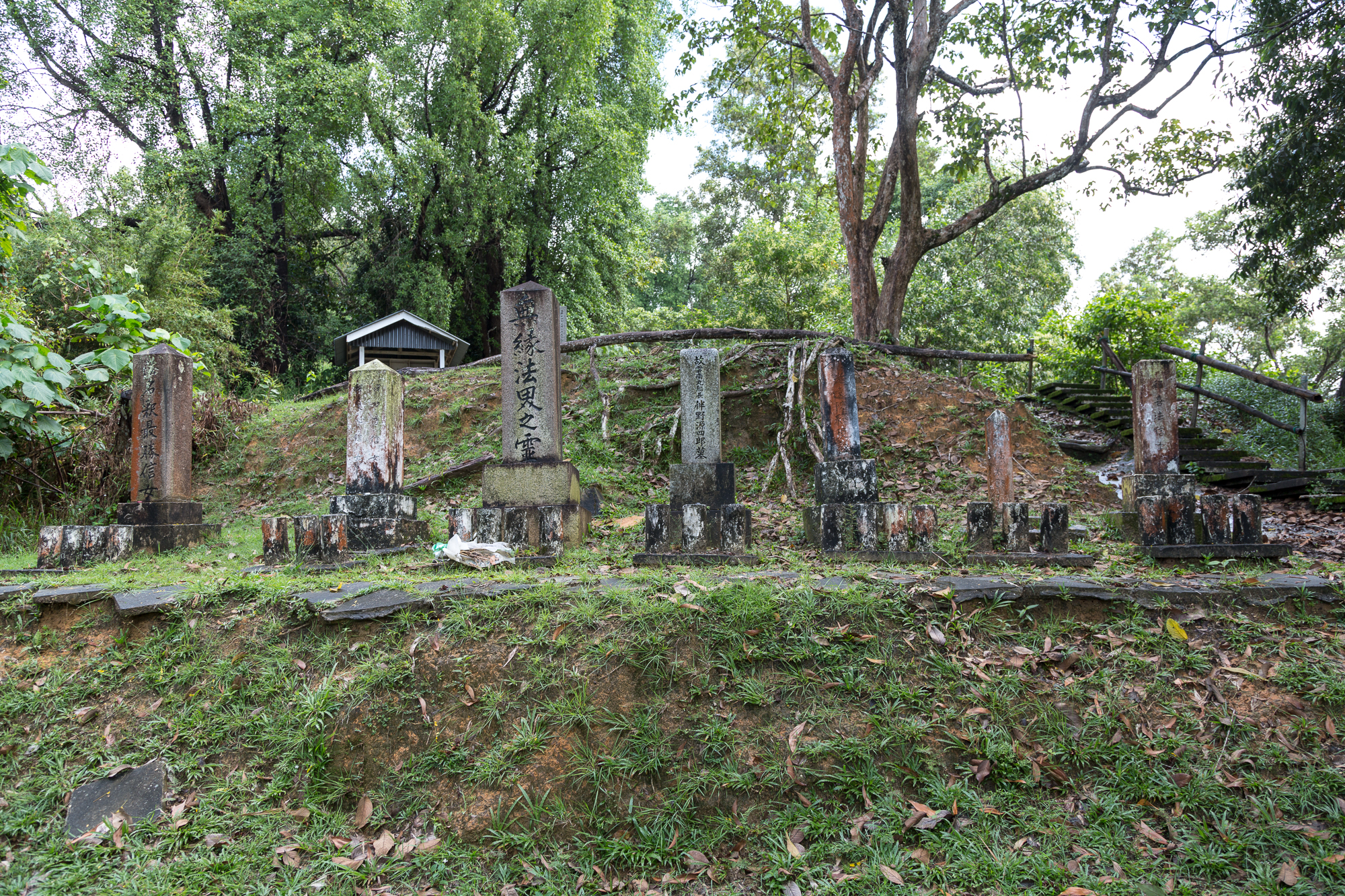
沙巴山打根日本人墓地

#### 马来西亚（婆羅洲部份）
- 沙巴

- 亚庇日本人墓地

亚庇日本人墓地位於亞庇2½哩，於1963年時發現，經當時管理北婆羅洲事務的新加坡領事館確認爲日本人墓地。
- 山打根日本人墓地5°50′34″N 118°06′57″E / 5.842747°N 118.115754°E

山打根日本人墓地位於山打根紅山頂路，因日本作家山崎朋子的紀實小說《山打根八番娼館》和《山打根的墓》而聞名。《山打根八番娼館》描述的是南洋姐阿崎婆的賣春生涯，於1974年改編成電影《望鄉》，續篇《山打根的墓》記述的是作者山崎朋子在東南亞的實地考證。
- 納閩日本人墓地

納閩日本人墓地位於納閩植物園，於1965年時發現，園內的10座墓地中僅有3座擁有墓碑，其餘者身份不明。 1982年（昭和57年），日本政府獲得沙巴州政府的許可，在紀念二戰陣亡烈士的和平公園內建造一座「婆羅洲戰沒者紀念碑」，以紀念參與婆羅洲戰役的犧牲者。
- 斗湖日本人墓地

斗湖日本人墓地位於斗湖丹絨，共發現4座墓碑，埋葬的是日產農林相關的人士。
- 砂拉越

- 古晉日本人墓地

古晉日本人墓地位於古晉縣第36號勘定地段，估計建成於1900年代初期，墓地內的46座墳墓埋葬着戰前日商協會相關的人士。
- 美里日本人墓地

美里日本人墓地位於美里丹絨羅邦，埋葬的是南方軍婆羅洲燃料工廠相關的人士。

#### 马来西亚（半島部份）
- 柔佛新山日本人墓地1°29′22″N 103°45′21″E / 1.489434°N 103.755866°E

新山日本人墓地位於新山市哥文茶路，建成年份不詳，於1962年馬來西亞紡織公司開發土地時，被尤尼吉可和三井物產的員工發現，予以保留並恢復原狀。墓地內有一座供奉真如親王的「真如親王供養塔」，紀念據傳死於馬來半島南方的高岳親王。凡散落在柔佛麻坡、昔加末、峇株巴轄和哥打丁宜各地的日本人墓碑，被發掘以後都會遷移至此。
- 吉隆坡日本人墓地3°07′58″N 101°42′17″E / 3.132771°N 101.704832°E

吉隆坡日本人墓地位於吉隆坡廣東義山附近，建成年份不詳，根據1940年和1946年編撰的名簿，最早的墓碑記載的是一位逝世於1891年的女性。此外，墓地內建有紀念太平洋戰爭死難者的「慰靈塔」和紀念715號班機空難的「JA8051號機遭難者慰靈碑」。
- 馬六甲日本人墓地2°13′24″N 102°16′25″E / 2.223317°N 102.273621°E

馬六甲日本人墓地位於馬六甲武吉峇魯，於1910年時建成。墓地內共有34座墓碑，在戰前是由馬六甲日本人協會管理。
- 彭亨文冬日本人墓地

文冬日本人墓地位於彭亨文冬兩廣義山旁邊，於2016年發現，據信是日本墾植者的墳墓；2021年日本政府準備遷移時，發現已經遭到毀壞。
- 檳城日本人墓地5°24′37″N 100°18′50″E / 5.410139°N 100.313979°E

檳城日本人墓地位處檳城喬治市，共有56座墓碑，推測建成於1887年至1897年（明治20－30年代）之間。
- 霹靂怡保日本人墓地4°35′29″N 101°04′01″E / 4.591326°N 101.0669059°E

怡保日本人墓地位於怡保文冬，推測建成於明治後期，凡散落在霹靂州各地的日本人墓碑，被發掘以後都會遷移至此。
- 瓜拉登嘉樓日本人墓地5°19′28″N 103°08′43″E / 5.3243777°N 103.1452773°E

登嘉樓日本人墓地位於瓜拉登嘉樓布沙拉路，於1994年時發現，推測建成於1914年至1915年之間。墓地內共有9座墓碑，其中包括傳奇人物谷豐之父和妹的墳墓（谷豐本人葬於新加坡），故此登嘉樓日本人協會在墓地入口建有紀念谷豐的「谷豐碑」。
- 亞羅士打日軍慰靈碑

亞羅士打日軍慰靈碑位於吉打亞羅士打，是為了慰藉日軍佔領吉打期間，3名阻止英軍炸毀橋樑的日軍士兵而建設的慰靈碑。2019年3月，地方政府出資將年久失修的石碑修復，附設說明將其稱為「英雄」，引起爭議。

#### 蒙古国

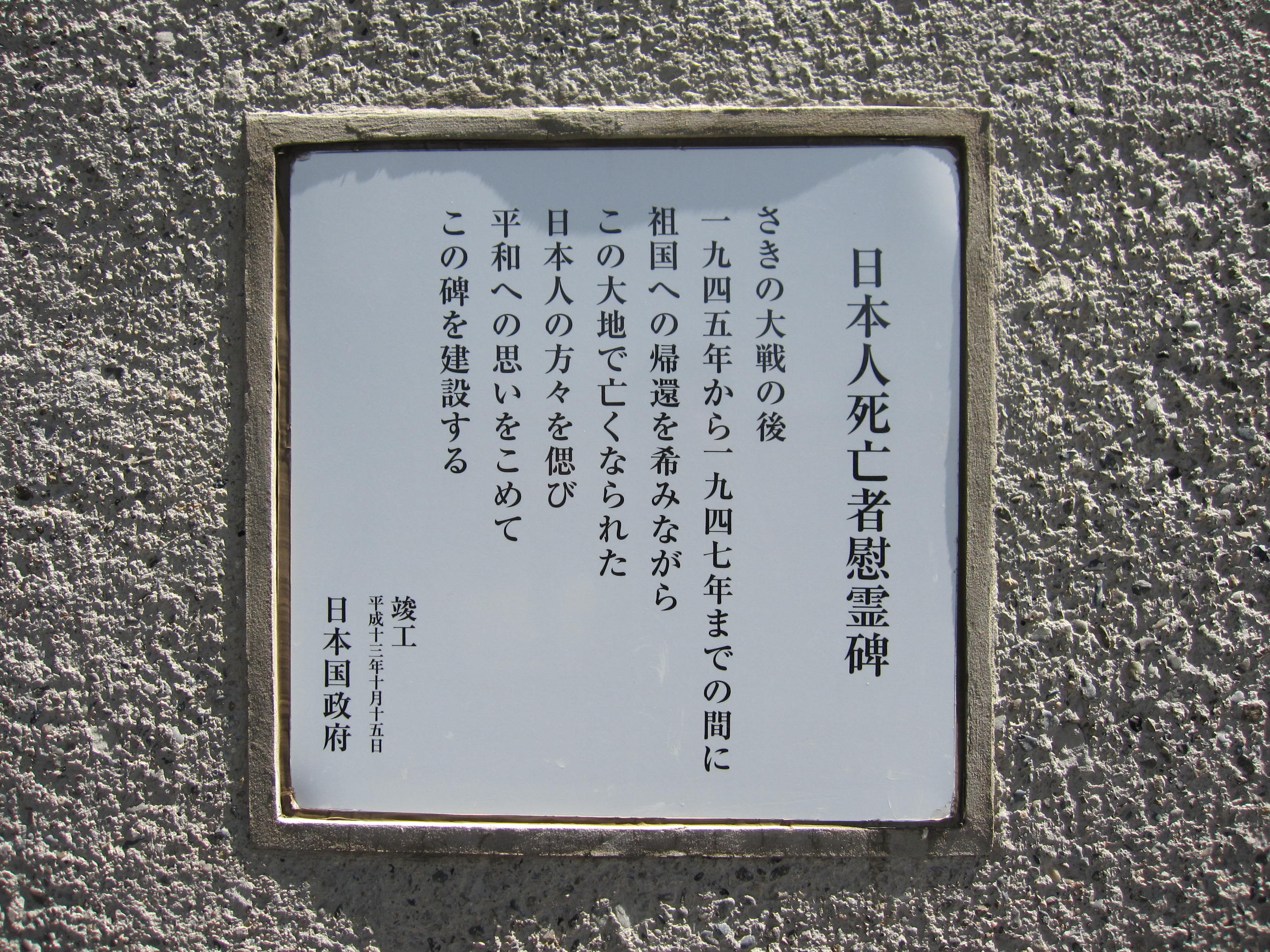
烏蘭巴托丹巴達爾佳日本人死亡者慰靈碑文

- 丹巴達爾佳日本人死亡者慰靈碑

丹巴達爾佳日本人慰靈碑位於烏蘭巴托丹巴達爾佳寺，由日本政府修建於2001年（平成13年），以紀念12,318名滯留在西伯利亞的戰俘。滯留者的其中一部分被迫在蒙古進行勞改，約有1,600－1,700人因此死去，埋葬在蒙古草原16處墓地。

#### 緬甸
- 仰光日本人墓地16°55′56″N 96°09′57″E / 16.932324°N 96.165876°E

仰光舊有的兩處日本人墓地位於和，分別在1995年和1997年被令遷移，重新修建的墓地坐落在Yay Way Cemetery，目前由仰光日本人協會管理。 日本政府於1981年（昭和56年）在設立一座「緬甸和平紀念碑」，以悼念19萬名在戰時犧牲的陣亡者，這座紀念碑於1998年（平成10年）遷入墓園。

#### 
- 平壤龍山墓地

平壤龍山墓地位於平壤市郊外，曾因爲開發計劃而遷移過兩次，安葬着2,421名因疾病和飢餓死於朝鮮的日本人。
- 咸興市日本人墓地

咸興市日本人墓地位於咸興市興徳里，安葬於二戰前後死於朝鮮北部的日本人。

#### 菲律賓

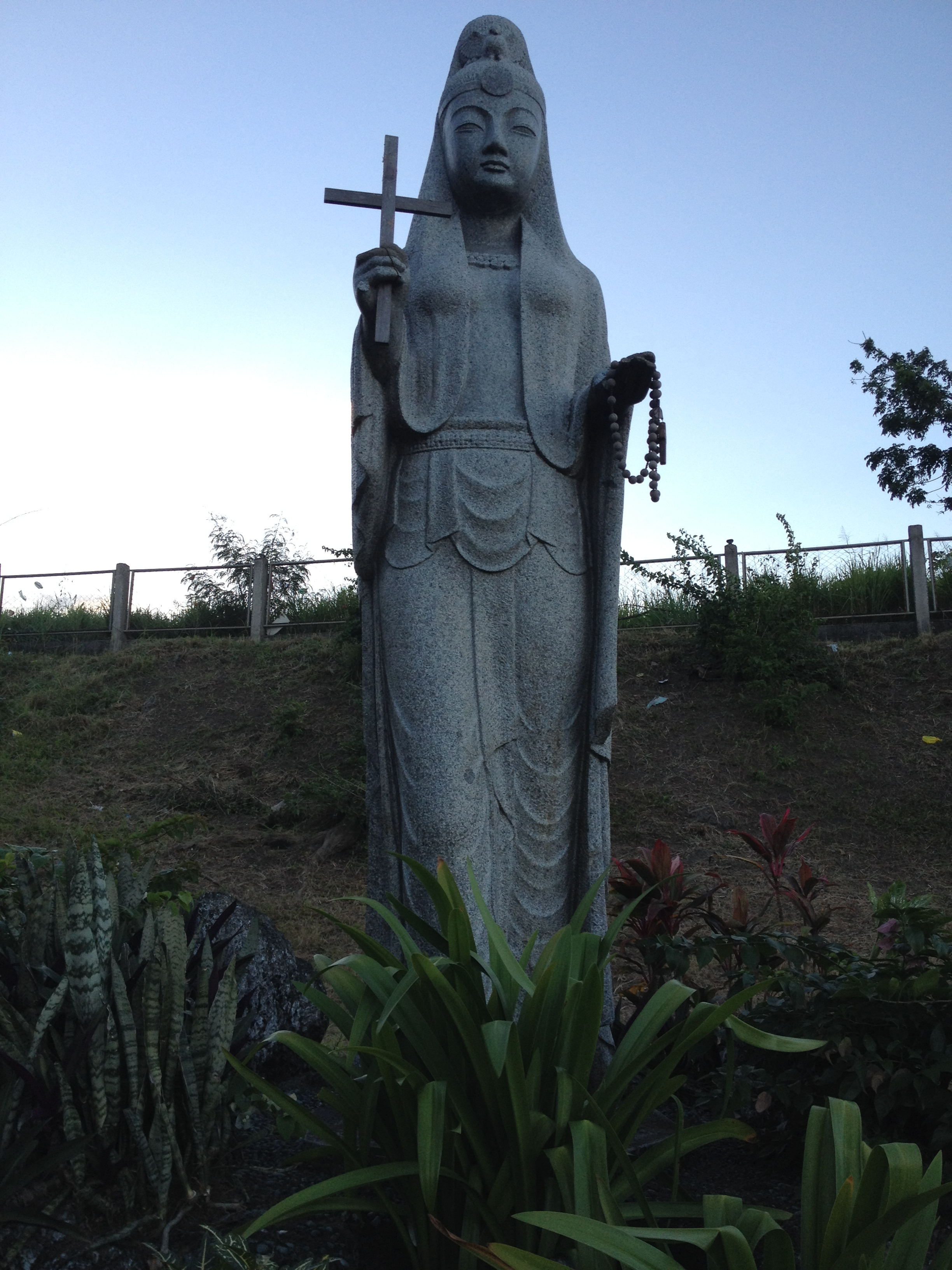
菲律賓塔克洛班的聖母瑪麗亞觀音像

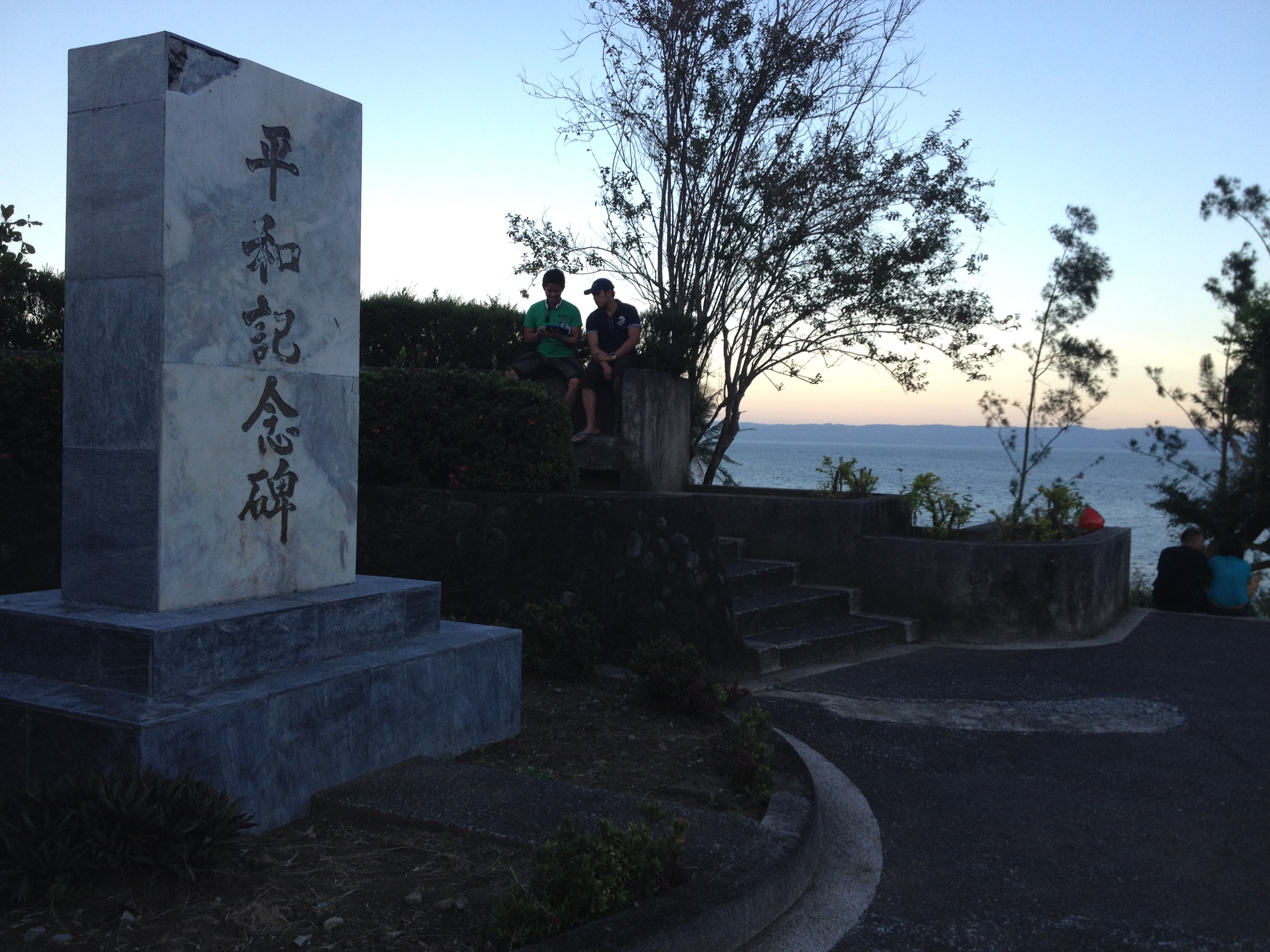
菲律賓塔克洛班的和平紀念碑

- 菲律賓群島戰沒者紀念碑

菲律賓群島戰沒者紀念碑位於內湖省卡利拉亞湖附近，由日本政府於1973年（昭和48年）修建而成，以紀念在戰爭中喪命的50萬名日本人和120萬名菲律賓人。 此外，日本軍人遺族也在菲律賓諸島修建慰靈碑，悼念在太平洋戰爭中的受害者，計有呂宋島274座、米沙鄢群島110座和棉蘭老島23座，分佈在各處。

#### 俄羅斯（亞洲部份）
- 南薩哈林斯克日本人墓地

南薩哈林斯克位於俄羅斯遠東地區薩哈林州，日治時期稱爲豐原市，屬樺太廳豐原支廳管轄。南薩哈林斯克日本人墓地位於南薩哈林斯克機場附近，安葬因滯留而死在遠東地區的日本人的遺體。
- 樺太千島戰沒者慰靈碑49°51′10″N 142°48′01″E / 49.852906°N 142.800320°E

樺太千島陣亡者慰靈碑位於薩哈林州斯米爾內赫近郊，由日本政府於1996年（平成8年）修建，以紀念庫頁島戰役的陣亡者。
- 納霍德卡日本人墓地42°47′27″N 132°51′56″E / 42.790866°N 132.865562°E

納霍德卡日本人墓地位於俄羅斯遠東地區濱海邊疆區納霍德卡市，安葬因滯留而死在遠東地區的日本人的遺體。 另外，在符拉迪沃斯托克沿海地帶經確認的有146處日本人墓地。
- 哈巴羅夫斯克日本人死亡者慰靈碑48°33′20″N 135°03′28″E / 48.555453°N 135.057753°E

哈巴羅夫斯克日本人死亡者慰靈碑位於俄羅斯遠東地區哈巴羅夫斯克邊疆區哈巴羅夫斯克市，由日本政府於1995年（平成7年）修建，以紀念約6萬名因滯留而死於西伯利亞的日本人。
- 利斯特維揚卡日本人墓地

利斯特維揚卡日本人墓地位於俄羅斯西伯利亞地區伊爾庫茨克州貝加爾湖附近，大約有332座墳墓，凡散落在西伯利亞地區的日本人墳墓都會集中在這裡。

#### SGP

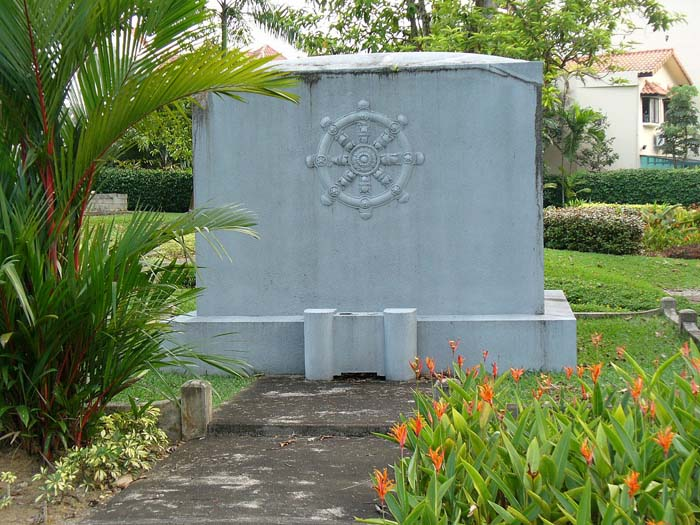
新加坡後港日本人墓地公園內的首位新加坡日本人山本音吉的紀念碑

#### TWN

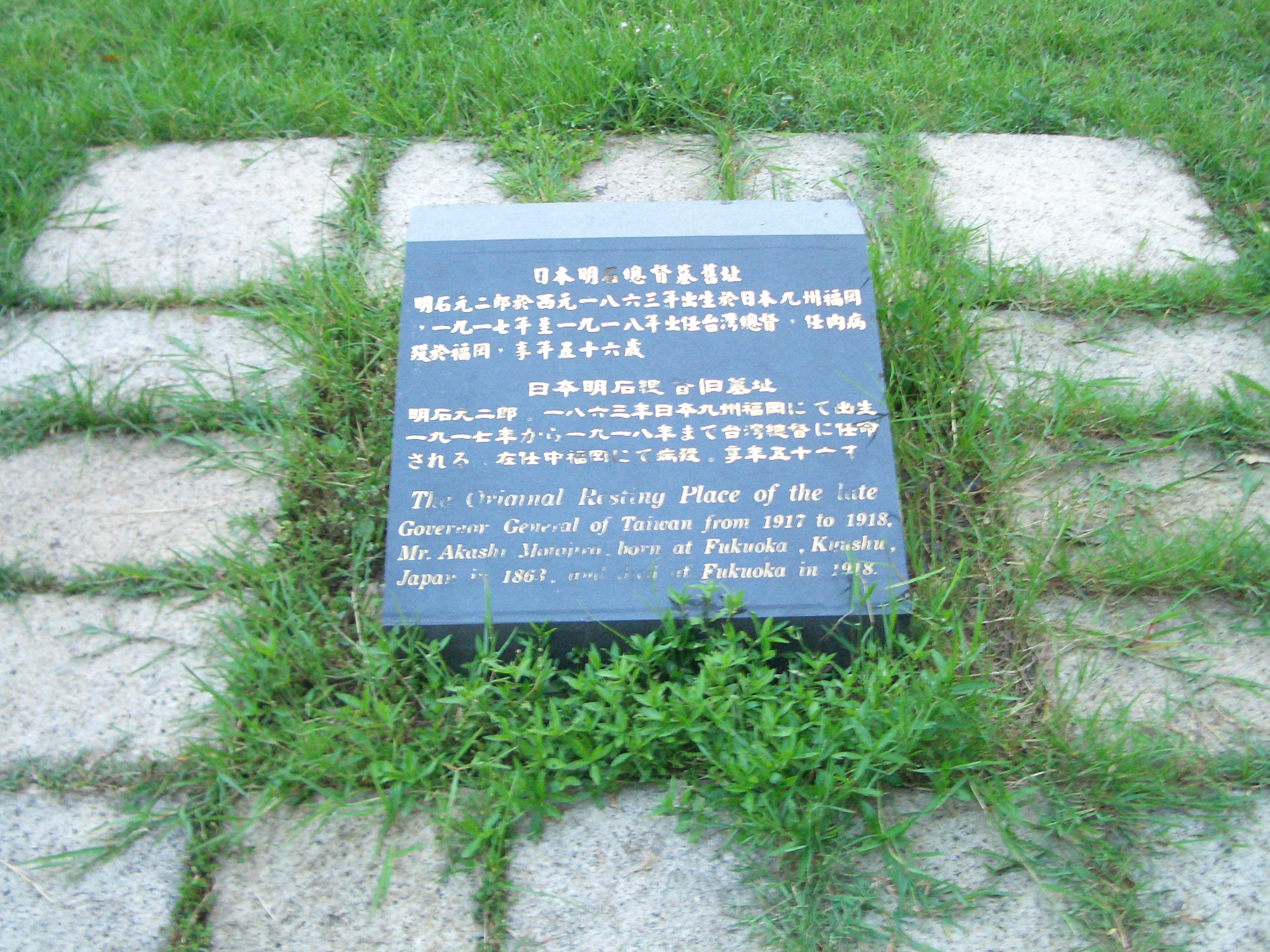
保留在台北市林森公園的台灣總督明石元二郎墓銘

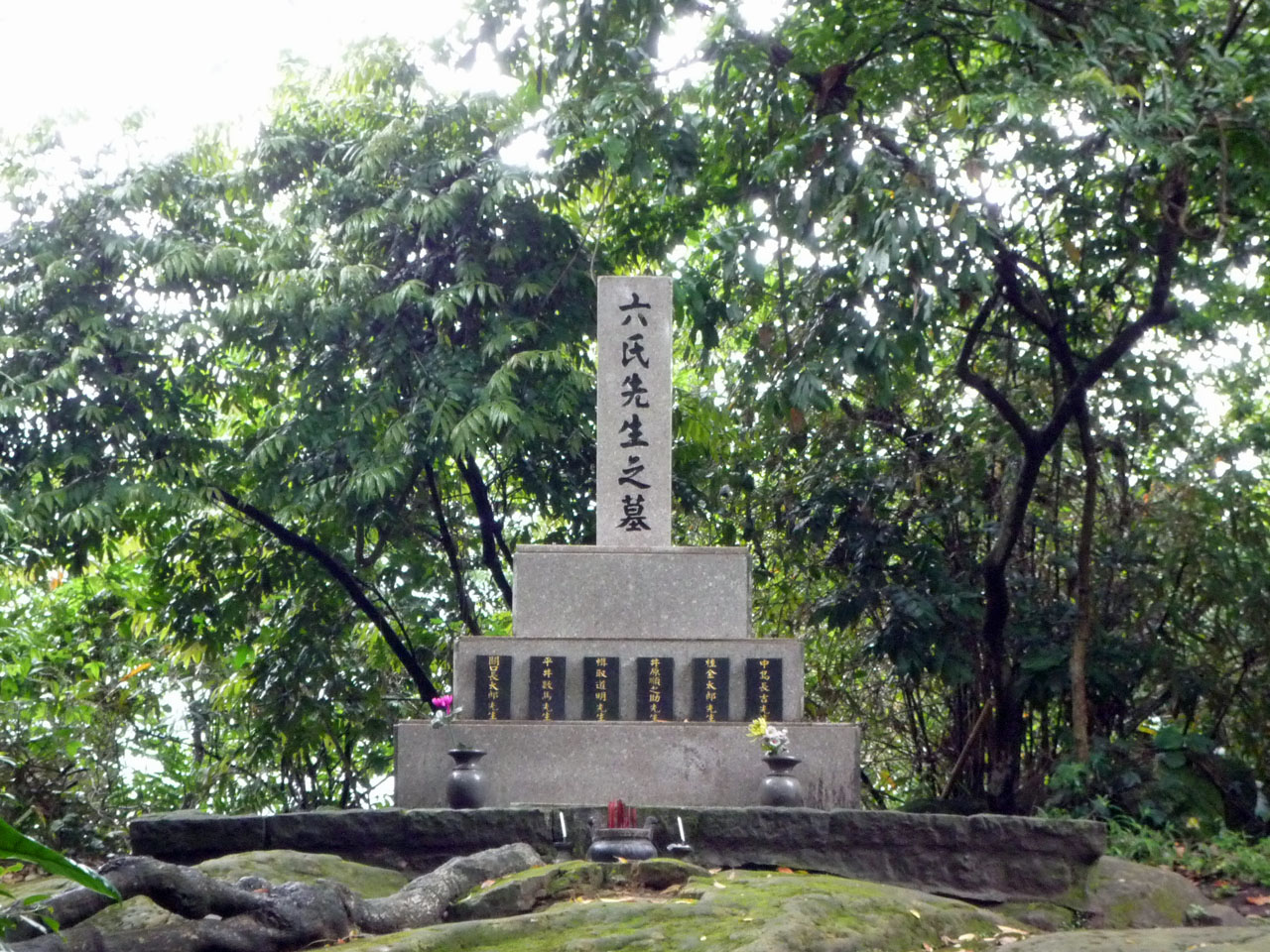
台北市芝山岩「六氏先生之墓」復刻

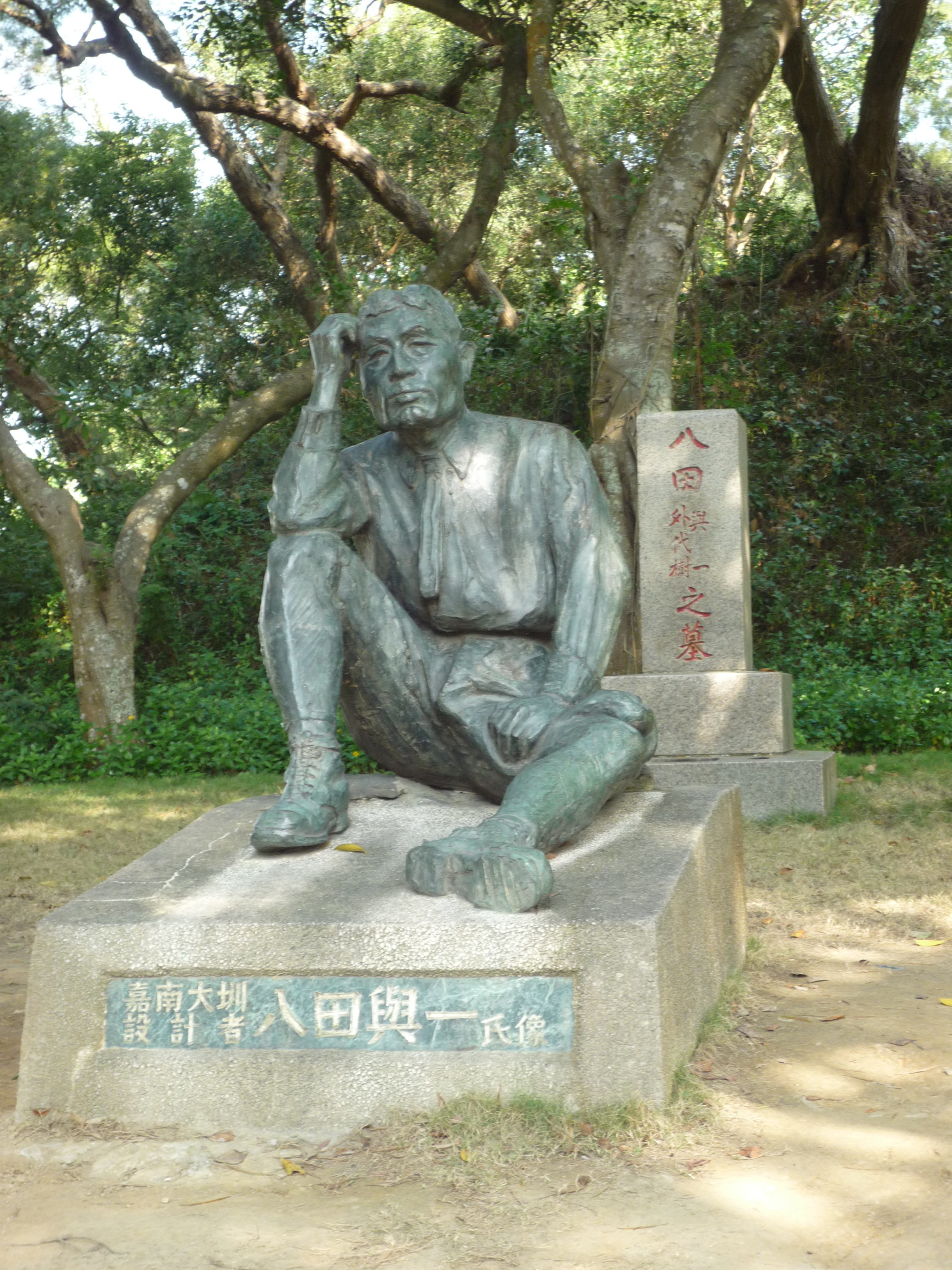
台南市烏山頭水庫的八田與一銅像和八田夫妻之墓

#### 新加坡
- 日本人墓地公園1°21′56″N 103°52′36″E / 1.365417°N 103.876778°E

日本人墓地公園位於後港泉和道，由妓院老闆二木多賀治郎於1891年捐出爲南洋姐的埋葬所。 墓地於1987年由新加坡政府憲報成爲紀念公園，佔地29,359平方公尺，共有910座墓碑，是東南亞佔地面積最大的日本人墓地。

#### 
- 釜山市立公園墓地35°16′27″N 129°05′57″E / 35.2740422°N 129.0992477°E

釜山市立公園墓地位於釜山廣域市金井區仙杜邱洞，前身是「谷町日本人共同墓地」（在今西區峨嵋洞），於1962年首次遷移至釜山鎮區堂甘洞，1991年再度遷移至現址時建有一座「日本人冢移安之碑」。 墓園內有韓國留学生李秀賢的墓碑，李秀賢因在新大久保站事故中的表現受到日韓兩地民衆的關注，他的事蹟於2007年改編成電影《無法忘記你》。

#### 臺灣
- 三板橋日人公墓25°03′11″N 121°31′35″E / 25.0530385°N 121.5264899°E

三板橋日人公墓位於台灣日治時期台北市三橋町，於戰後都市計劃時撤走，現址爲台北市林森公園（14號公園）和康樂公園（15號公園）。公墓內原有第7任台灣總督明石元二郎的墳墓已遷移至新北市三芝區福音山基督教墓園，其餘者的遺骸被安置在寶覺寺日本人遺骨安置所，而明石元二郎的墓銘仍保留在林森公園。
- 六氏先生之墓25°06′10″N 121°31′49″E / 25.1027515°N 121.530199°E

六氏先生是於1896年在台北芝山岩附近遭殺害的六位老師，此事件震撼台灣以至日本，造成芝山巖學堂停課三個月。之後，六位老師的骨灰安葬於芝山岩山頂大樟樹處，由日本首相伊藤博文親擬碑文悼念，並於1929年在墓地原址附近興建芝山巖神社祭祀。
- 中和禪寺日本人遺骨安置所25°07′50″N 121°30′27″E / 25.130593°N 121.507539°E

中和禪寺日本人遺骨安置所位於台北市北投區，是台灣其中一處爲存放日本人遺骨而建造的安置所。
- 寶覺寺日本人遺骨安置所24°09′34″N 120°41′16″E / 24.159421°N 120.68782°E

寶覺寺日本人遺骨安置所位於台中市北區寶覺寺，由住持林錦東居士（宗心法師）收集存放，此外寺內還有爲弔祭台籍日本兵而興建的「靈安故鄉慰靈碑」。
- 八田與一夫妻之墓23°12′30″N 120°22′06″E / 23.2083365°N 120.3684211°E

八田與一是台南市烏山頭水庫的建造者，自日本東京帝國大學畢業以後，一直在台灣任職和定居。1942年，八田與一受聘於日本陸軍省，在乘搭郵船前往菲律賓時遭到襲擊，因逃生不及而身亡，他的遺體被漁船尋獲後在日本當地火化，骨灰運回台灣安葬。八田的遺孀外代樹後來從台北疏散到烏山頭，於戰後在烏山頭水庫放水口自盡，火化後骨灰的一部份被帶回日本，一部份與八田與一合葬在烏山頭水庫。
- 覆鼎金日本人墓地22°41′59″N 120°19′55″E / 22.6998575°N 120.3319905°E

覆鼎金日本人墓地位於高雄市三民區、鳥松區、仁武區交界處覆鼎金公墓，建成於日治時期，是高雄市規模最大的公墓，葬有台灣人、日本人、佛教徒、基督徒、回教徒等不同族群及宗教信仰的人士。自2010年高雄縣市合併以後，原本處於邊陲位置的公墓成爲地理中心，高雄市政府民政局計劃將原處變更為公園廊帶，預計由2014年起將葬者逐步遷移。
- 壽豐豐裡村日本移民墓園23°50′31″N 121°30′21″E / 23.8419953°N 121.505967°E

壽豐豐裡村日本移民墓園位於花蓮縣壽豐鄉豐裡村，原址爲花蓮港廳豐田移民村，於2009年（民國98年）規劃成爲一座紀念公園，依據《文化資產保存法》暨《歷史建築登錄廢止審查及輔助辦法》爲花蓮縣政府文化資產。
- 可諾風社共同墓地

可諾風社共同墓地位於花蓮縣卓溪鄉古楓部落，目前已經廢棄。
- 廣修禪寺

廣修禪寺位在屏東縣高樹鄉，安置原屏東市的東本願寺和曹洞宗護國院的日本人遺骨，兩寺在戰後廢寺，廣修禪寺將日本人遺骨集中奉祀。
- 潮音寺21°55′46″N 120°44′13″E / 21.929543°N 120.736960°E

潮音寺位於屏東縣恆春鎮貓鼻頭，供奉「第二次世界大戰日本海軍巴士海峽戰歿者」，由玉津丸事故生還者中嶋秀次募資興建，日本遺族每年都會到潮音寺舉行巴士海峽戰歿者慰靈祭。

#### 泰國
- 日本人納骨堂13°44′33″N 100°29′57″E / 13.742423°N 100.49907°E

日本人納骨堂位於曼谷佛寺，由志願者於1910年修建而成，目前由泰國日本人協會管理。
- 泰緬鐵路慰靈塔

泰緬鐵路慰靈塔位於北碧府直轄縣桂河大橋旁邊，由日本軍鐵道部隊建於1944年（昭和19年），以紀念參與鐵路建設的死難者。

#### UZB

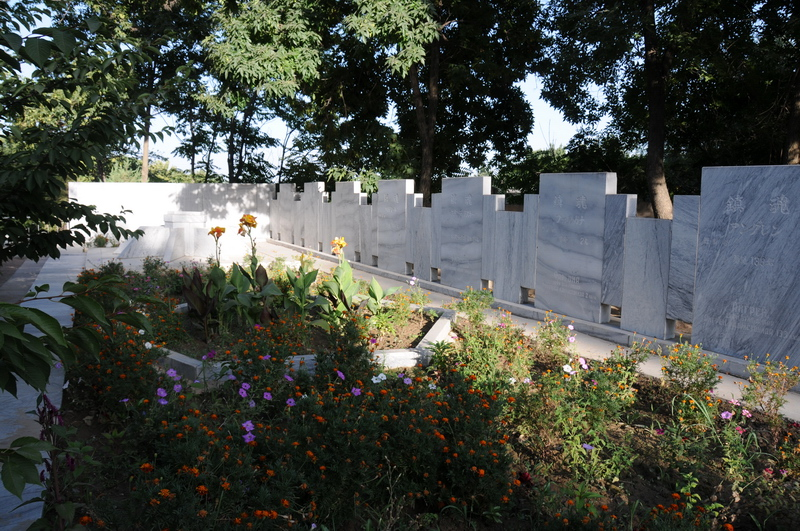
塔什干日本人墓地

#### 
- 塔什干日本人墓地（日语：香港日本人墓地）

塔什干日本人墓地位於塔什干市Yakkasaray公墓，安葬於二戰結束後滯留在前蘇聯的87名日本戰俘，與塔什干德國人墓園毗鄰。此外，在塔什干州安格連市、貝科博德市、布哈拉州卡甘區共有13處日本人墓地。

#### 越南
- 會安日本人墓地

會安日本人墓地位於廣南省會安市，曾經是朱印船貿易的重要據點，在江戶幕府頒佈鎖國時，滯留的日本人因無法歸國而安葬在這裡。

### 歐洲地區

#### 英国
- 赫敦日本人墓地

赫敦日本人墓地位於倫敦磨坊山赫敦公墓，由皇國同胞會（日本定居者協會）於1936年修建而成，碑銘「皇國同胞之墓」，現在由英國日本人協會管理。

#### 馬爾他
- 舊日本海軍戰沒者墓地35°53′13″N 14°32′11″E / 35.8869444°N 14.5363889°E

舊日本海軍陣亡者墓地位於卡爾卡拉海軍墓地，碑銘「大日本帝國第二特務艦隊戰死者之墓」，安葬於一戰時援助日英同盟抵抗德意志帝國，因此喪生的72名大日本帝國海軍軍員。

#### 俄羅斯（歐洲部份）
- 頓斯科伊日本人墓地55°42′52″N 37°36′07″E / 55.714444°N 37.602083°E

頓斯科伊日本人墓地位於莫斯科頓斯科伊修道院，吉岡安直陸軍中將和哈爾濱總領事宮川船夫的墳墓修建於處。

### 北美洲地區

#### 加拿大
- 坎伯蘭（英语：Cumberland, British Columbia）日系人之墓49°37′51″N 125°00′37″W / 49.630863°N 125.0101937°W

坎伯蘭日系人之墓位於不列顛哥倫比亞科莫克斯谷地區的坎伯蘭郡，始建於1901年。2008年5月30日，坎伯蘭郡議會指定其為歷史遺跡。

#### 
- 達哈翁日本人墓地

達哈翁日本人墓地位於達哈翁省的日本人墾植區，埋葬於1956年－59年來到多米尼加開拓農園的日本移民，在墾植區內有一座「日本人農業移住紀念碑」，以紀念日本人在多米尼加的農業開拓史。

#### 美国
- 科爾馬日本人墓地37°41′01″N 122°27′30″W / 37.683533°N 122.458317°W

科爾馬日本人墓地位於加利福尼亞州科爾馬鎮公墓，最早安葬在這裡的是於1860年（萬延元年）病死在舊金山的3名咸臨丸船員。
- 麥基基（英语：Makiki）日本海軍墓地21°19′07″N 157°49′48″W / 21.318671°N 157.8298646°W

麥基基日本海軍墓地位於夏威夷州歐胡島檀香山麥基基公墓，安葬於1876年至1899年（明治9年－32年）期間，死於此處的16名大日本帝國海軍軍員。

### 大洋洲及周邊群島地區

#### 

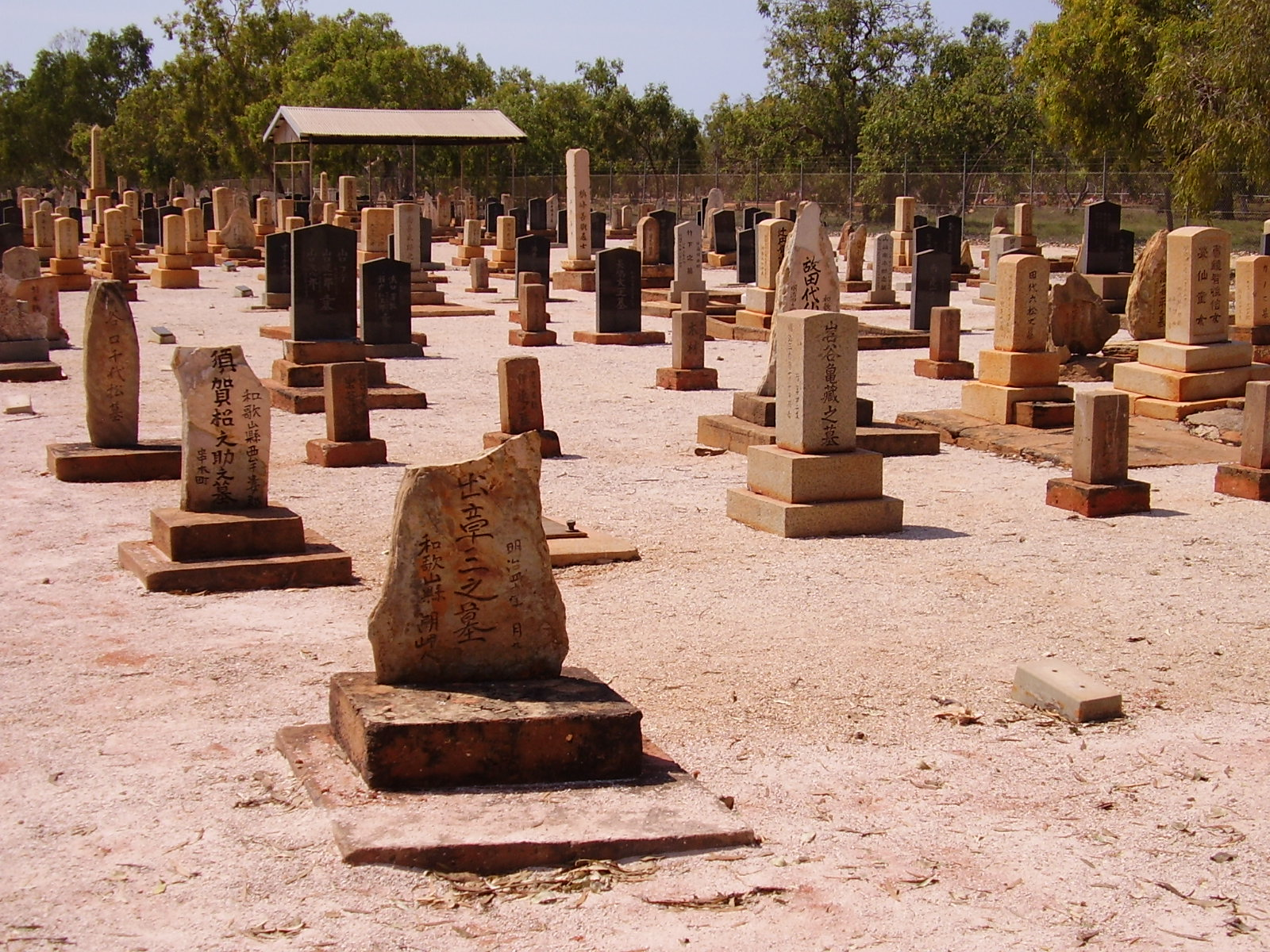
西澳大利亞州布魯姆日本人墓地

- 考拉日本人戰沒者墓地33°48′09″S 148°41′30″E / 33.802588°S 148.691608°E

考拉日本人陣亡者墓地位於新南威爾斯州考拉市，毗鄰澳大利亞戰爭公墓，埋葬在考拉突圍和達爾文之戰中被俘虜的日本戰俘。
- 布魯姆日本人墓地17°57′29″S 122°13′26″E / 17.958048°S 122.223907°E

布魯姆日本人墓地位於西澳大利亞州金伯利地區，埋葬出身於和歌山縣太地町的採珠人，墓地內有約900座墳墓，是澳大利亞最大的日本人墓地。
- 星期四島日本人墓地10°34′38″S 142°12′56″E / 10.577102°S 142.215577°E

星期四島日本人墓地位於昆士蘭州托雷斯海峽群島星期四島公墓，是昆士蘭州的文化遺產，埋葬於明治時代遠渡來此採珠的日本人。

#### 马绍尔群岛
- 東太平洋戰沒者紀念碑7°03′15″N 171°14′13″E / 7.0541667°N 171.2369444°E

東太平洋陣亡者紀念碑位於馬朱羅島戰爭紀念公園，由日本政府修建於1984年（昭和59年），以悼念二戰時期在東太平洋地區的死難者。

#### 

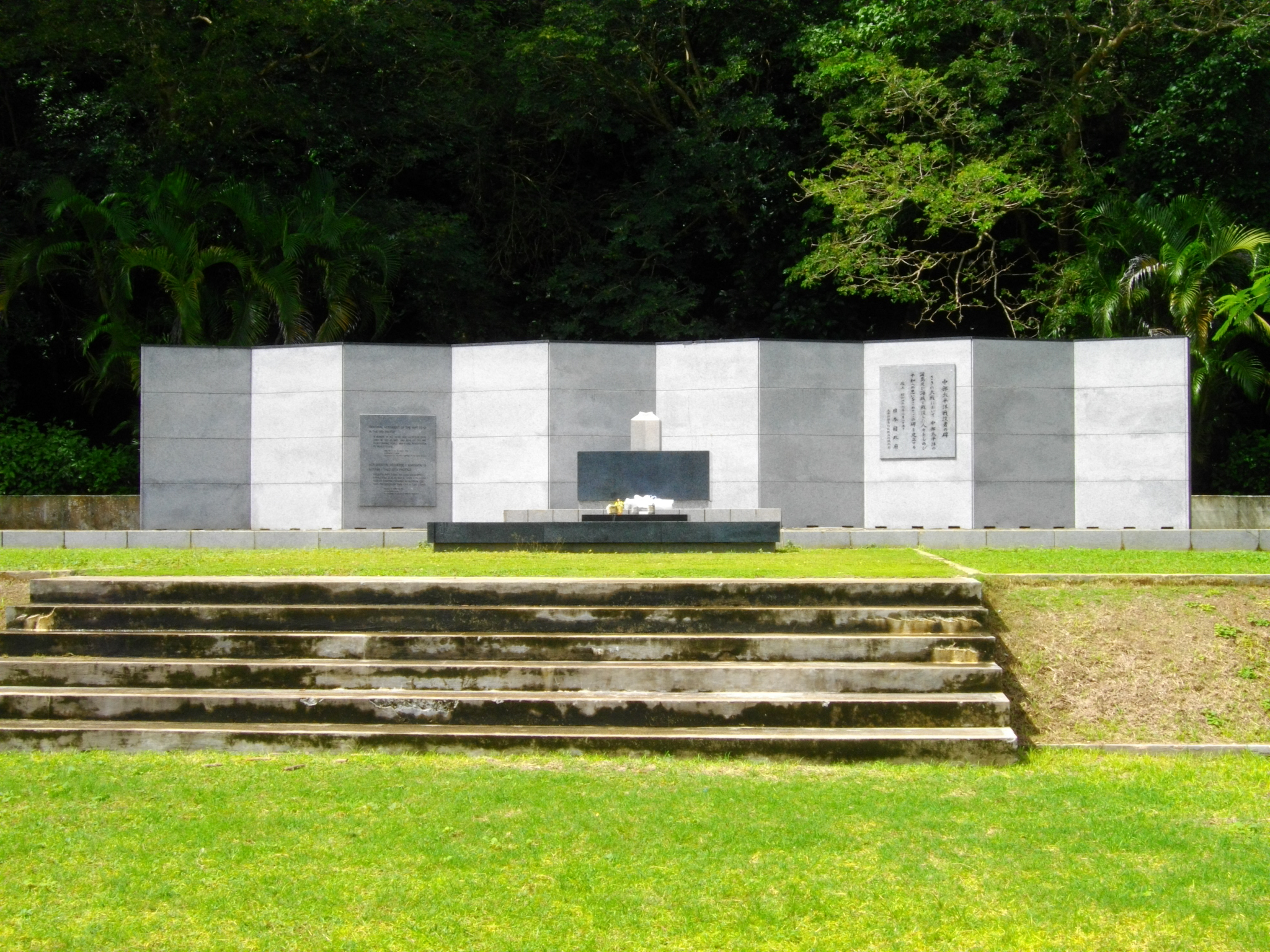
中部太平洋陣亡者紀念碑

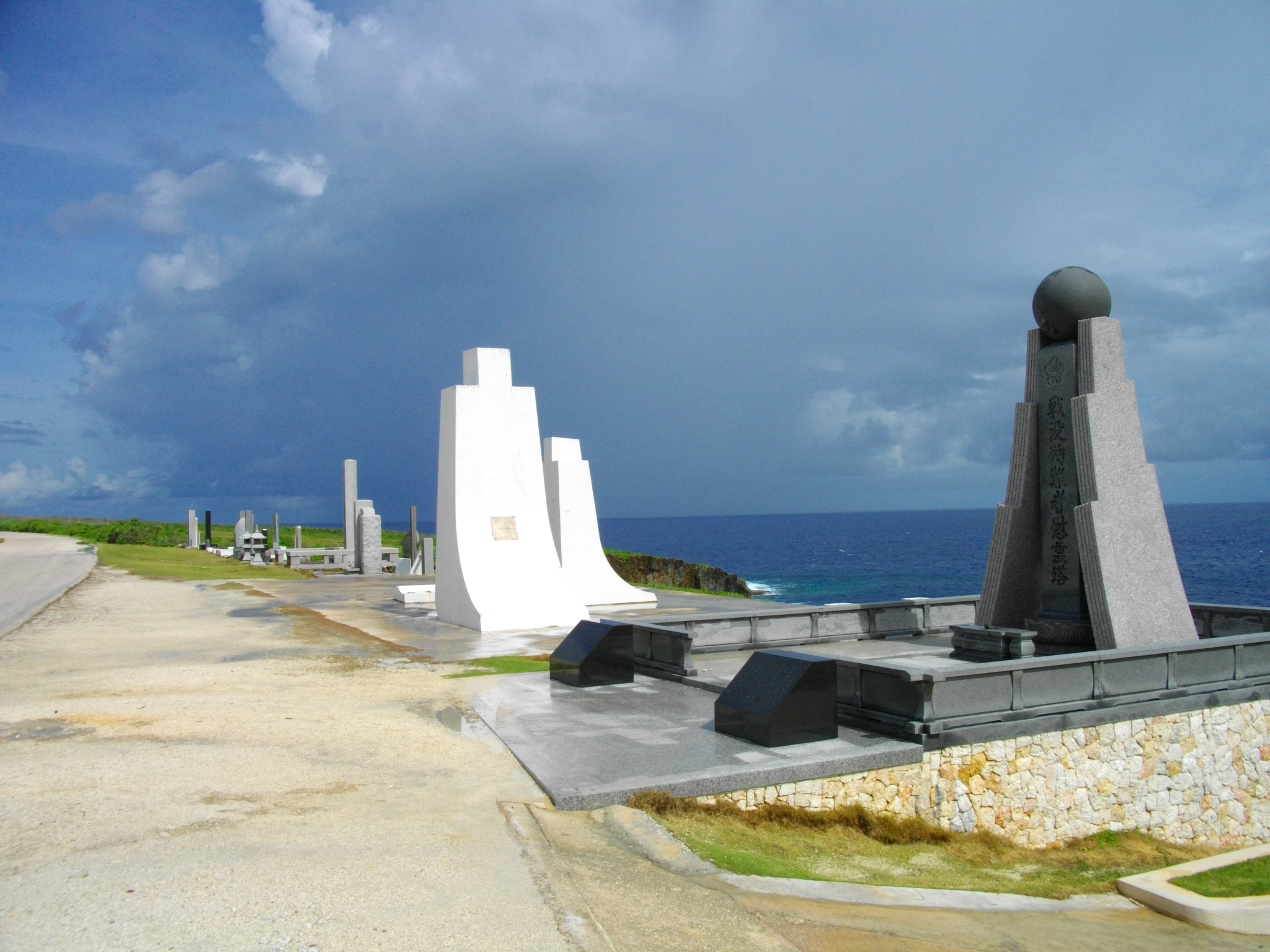
塞班島萬歲崖慰靈碑群

- 中部太平洋戰沒者紀念碑15°16′48″N 145°48′26″E / 15.280084°N 145.807349°E

中部太平洋陣亡者紀念碑位於塞班島萬歲崖，由日本政府修建於1974年（昭和49年），以悼念塞班島戰役的43,000名日本軍陣亡者和12,000名原住民受害者。

#### 帛琉
- 科羅爾島海軍墓地

科羅爾島海軍墓地位於帛琉科羅爾南洋神社附近，科羅爾島原是大日本帝國海軍東南方面艦隊的補給基地，戰後由美軍佔領。 此外，在安加爾島也有多處日本人墓地。

#### 
- 新幾內亞戰沒者紀念碑

新幾內亞陣亡者紀念碑位於新幾內亞韋瓦克半島，由日本政府修建於1981年（昭和56年），以悼念13萬名新幾內亞派遣部隊陣亡者和5萬名原住民受害者。
- 南太平洋戰沒者紀念碑

南太平洋陣亡者紀念碑位於新不列顛島拉包爾市，由日本政府修建於1980年（昭和55年），以悼念20萬名東南方面艦隊陣亡者。

### 南美洲地區

#### 玻利维亚
- 聖克魯斯日本人共同墓地

聖克魯斯日本人共同墓地位於聖克魯斯省首府的聖克魯斯公墓，由聖克魯斯日本移民協會（現今聖克魯斯中央日本人協會）於1956年修建。

#### 巴西
- 阿爾瓦里斯馬沙杜日本人墓地

阿爾瓦里斯馬沙杜日本人墓地位於聖保羅州阿爾瓦里斯馬沙杜鎮，由星名謙一郎和小笠原尚衛於1917年共同出資，作爲日本人開拓者的墓地。 此外在聖保羅市伊比拉布埃拉公園有一座「日本移民開拓先沒者慰靈碑」，紀念早期來到巴西開拓農園的日本移民。

#### 秘魯
- 卡薩布蘭卡日本人墓地

卡薩布蘭卡日本人墓地位於利馬大區卡涅特省卡薩布蘭卡鎮的慈恩寺，北距首都利馬約150公里，埋葬早期來到秘魯開拓農園的先代日本移民。

## 另見
- 義莊、義山、公墓
- 無主墓（日语：無縁仏）、無名塚、萬人塚
- 忠魂碑（日语：忠魂碑）、慰靈碑、慰靈塔、忠靈塔
- 客死（日语：客死）、戰死
- 在日外國人墓地（日语：外国人墓地）
- 南洋姐
- 西伯利亞滯留者
- 殘留日本兵
- 海外日本人
- 日本街
- 日本遺族會

## 外部連結
- http://www.mhlw.go.jp/stf/seisakunitsuite/bunya/hokabunya/senbotsusha/seido01/index.html （页面存档备份，存于），厚生勞動省
- http://www.nippon-izokukai.jp/memorial.html （页面存档备份，存于），日本遺族會
- http://zaidan-zenyokukyo-com.ssl-xserver.jp/ireihomon.html （页面存档备份，存于），
- http://www.eva.hi-ho.ne.jp/yasu-ito/travel/malaysia_jpn_cemy/malaysia_jpn_cemy_body.shtml （页面存档备份，存于）
- http://www.pwmemorial.gr.jp/index3.htm （页面存档备份，存于），
- http://www3.plala.or.jp/naga0607/ （页面存档备份，存于）